# SM Culture & Contents
S.M. Culture & Contents (en hangul, 에스엠컬처앤콘텐츠; literalmente, «SM C&C») es una agencia de entretenimiento y productora surcoreana. Es subsidiaria de SM Entertainment. Fue establecida en el año 2012.

## Artistas
| Actores/Actrices - Kang Ye Won - Kim Su Ro - Kim Ha Neul - Jang Dong Gun - Hwang Shin Hye - Kim Shi Hoo - Moon Ga Young - Song Jae Rim - Yoon So Hee - Jo Min Seong - Lee Chae Won - Lee Hak-joo - Baek Hyun - Kim Mi Jung - Lee Kyung Hwa | Animadores - Kang Ho Dong - Shin Dong Yup - Lee Su Geun - Kim Byung Man - Jun Hyun Moo - Ryu Dam - Jang Dong Hyuk - Kim Tae Hyun - Oh Jung Yeon - Zhang Yuan - Lee Dong Woo - Hong Rocky - Kim Kyung Sik | Ex-Artistas - Gong Hyung Jin - Han Chae Young - Han Ji Min |

## Producciones

### Dramas/Películas
- 2012: To The Beautiful You
- 2013: Miss Korea
- 2013: Prime Minister and I
- 2014: Mimi
- 2015: SMTown: The Stage
- 2015: D-day
- 2015: The Merchant: Gaekju 2015

### Programas de variedades
- Barefoot Friends
- Exo's Showtime
- SHINHWA Broadcast
- 1 vs. 100
- Challenge 1,000 Songs
- Super Hit
- Vitamins
- e NEWS
- What a surprise
- Nangam School
- Qualifications of Men
- We Got Married - Edición Global
- Cool Kiz on the Block
- The Human Condition
- Same bed, Different dreams
- Global Husband White Paper : My Partner, Husband
- Rediscovery of Instant Food : Easy Dining Table
- Super Junior M-Guest House
- f(x)=1 cm
- Mickey Mouse Club (ver. coreana)

### Documentales
- Be Giving
- See-saw

### Teatro
- Superman In My Mind
- Singing In The Rain
- School Oz Hologram musical
- In The Heights

## Música
En el año 2013, SM C&C adquirió a la discográfica Woollim Entertainment